# Blooming Maps
『Blooming Maps』（ブルーミング・マップス）は、小松未可子の3枚目のオリジナルアルバム。2017年5月10日にトイズファクトリーから発売され、5月17日に各配信サイトでアルバム全曲が配信された。

## 音楽性
1曲目の「また、はじまりの地図」（新録曲）は、このアルバムを象徴する1曲になっていて、このアルバムの名刺代わりの1曲でありシングルの「Imagine day, Imagine life!」にそのままつながる橋渡し的な曲でもあって、少し短めになっている。
3曲目の「Catch me if you JAZZ」（新録曲）は、ストレートなジャズではなく、ジャズの要素を取り入れながらも四つ打ちのキャッチーなポップソングになっていて、挑戦的な楽曲。「透明人間」というテーマがある。
4曲目の「ランダムメトロノーム」（新録曲）は、ゆったりとした16ビートで、心の機微を音楽用語になぞらえたラブソング。「タイトルにメトロノームを入れたい」と提案したところ、一定のテンポであるためのメトロノームに「ランダム」という単語をQ-MHzの畑亜貴が合わせた。ゆったりとした中にも意外と変化のある曲。
5曲目の「純真エチュード」（新録曲）は、すごくポップな、ビーイング系楽曲のような王道J-POP。アルバム制作を始めた最初の段階でできていた楽曲。
6曲目の「硝子の地球儀」（新録曲）は、少し落ち着いたトーンになり、少しセンチメンタルな雰囲気の楽曲。Q-MHzの田代智一と黒須克彦がネット上で「殴り合い」をし、何度もラリーを重ねて作られた楽曲。
7曲目の「My sky Red sky」（新録曲）は編曲にfhánaがQ-MHzとの共作でクレジットされていて、さらにfhánaのメンバー全員が演奏とコーラスで参加している。
8曲目の「だから返事はいらない」は「Imagine day, Imagine life!」のカップリング曲。「新しい街、新しい自分、動きはじめた物語」と新生活のドキドキがある内容で、すごく多面性のある楽曲。
10曲目の「Lonely Battle Mode」（新録曲）は、本作の中でも1番にぎやかで、ライブでは間違いなく盛り上がるタイプの楽曲。
11曲目の「HEARTRAIL」（新録曲）は、本作のリード曲。疾走感のある楽曲。田代智一曰く、「イントロを作るだけで8時間ほど悩んだ」という細かいところまで考え抜いて作られた楽曲。

## リリース
2017年5月10日にトイズファクトリーから発売され、5月17日に各配信サイトでアルバム全曲が配信された。
自身としては通算3枚目のアルバムではあるが、所属レコード会社をトイズファクトリーへ移籍し、Q-MHzの全面プロデュースに移行してからは、初のアルバムとなった。

## 収録曲

### CD
| 全作曲: Q-MHz。 |                                |                  |            |                          |                |      |
| #               | タイトル                       | 作詞             | 作曲・編曲 | 編曲                     | ブラスアレンジ | 時間 |
| 1.              | 「また、はじまりの地図」       | Q-MHz            | Q-MHz      | Q-MHz                    |                | 2:43 |
| 2.              | 「Imagine day, Imagine life!」 | Q-MHz            | Q-MHz      | Q-MHz 広川恵一（MONACA） |                | 5:19 |
| 3.              | 「Catch me if you JAZZ」       | Q-MHz            | Q-MHz      | Q-MHz 伊藤翼             |                | 3:48 |
| 4.              | 「ランダムメトロノーム」       | 小松未可子 Q-MHz | Q-MHz      | Q-MHz 清水哲平           |                | 4:10 |
| 5.              | 「純真エチュード」             | Q-MHz            | Q-MHz      | Q-MHz eba                |                | 3:51 |
| 6.              | 「硝子の地球儀」               | Q-MHz            | Q-MHz      | Q-MHz 齋藤真也           |                | 4:23 |
| 7.              | 「My sky Red sky」             | Q-MHz            | Q-MHz      | Q-MHz fhána              |                | 3:58 |
| 8.              | 「だから返事はいらない」       | Q-MHz            | Q-MHz      | Q-MHz やしきん           |                | 4:16 |
| 9.              | 「流れ星じゃないから」         | Q-MHz            | Q-MHz      | Q-MHz 重永亮介           |                | 4:48 |
| 10.             | 「Lonely Battle Mode」         | Q-MHz            | Q-MHz      | Q-MHz やしきん           | 井上泰久       | 3:50 |
| 11.             | 「HEARTRAIL」                  | Q-MHz            | Q-MHz      | Q-MHz 堀江晶太           |                | 3:43 |
| 12.             | 「my dress code」              | Q-MHz            | Q-MHz      | Q-MHz                    |                | 4:29 |
| 合計時間:       | 合計時間:                      | 合計時間:        | 合計時間:  | 合計時間:                | 49:23          |      |

### Disc.2（DVD）
| #  | タイトル                   | 作詞 | 作曲・編曲 |
| -- | -------------------------- | ---- | ---------- |
| 1. | 「HEARTRAIL」(Music Video) |      |            |

| #  | タイトル                       | 作詞 | 作曲・編曲 | 時間 |
| -- | ------------------------------ | ---- | ---------- | ---- |
| 1. | 「エンジェルナンバー」         |      |            | 4:38 |
| 2. | 「short hair EGOIST」          |      |            | 4:36 |
| 3. | 「純真エチュード」             |      |            | 3:51 |
| 4. | 「Imagine day, Imagine life!」 |      |            | 5:19 |
| 5. | 「ふれてよ」                   |      |            | 5:13 |
| 6. | 「だから返事はいらない」       |      |            | 4:13 |